# Anglo American Chile

Mina de Collahuasi.

Anglo American Chile es una empresa minera chilena que es filial de Anglo American.
Es propietaria y explota los siguientes yacimientos mineros
- Los Bronces (1925) - cobre - 401.700 tons (2015)
- El Soldado (1942) - cobre - 36.100 tons (2015)

Además, participa en:
- Inés de Collahuasi (1998) - Compañía Minera Doña Inés de Collahuasi SCM (Glencore - 44% + Anglo American 44% + Nippon-Mitsui 12%) - cobre 200.300 tons (44%) (2015)

Es propietaria de la Fundición Chagres (575.000 tons de concentrado fundido en 2015)